# روبرتو ماوري
روبرتو ماوري (بالإيطالية: Roberto Mauri)‏ هو كاتب سيناريو ومخرج وممثل إيطالي، ولد في 1924 في إيطاليا، وتوفي في 12 نوفمبر 2007.

## وصلات خارجية
- روبرتو ماوري على موقع IMDb (الإنجليزية)
- روبرتو ماوري على موقع ألو سيني (الفرنسية)
- روبرتو ماوري على موقع قاعدة بيانات الفيلم (الإنجليزية)
- روبرتو ماوري على موقع كينوبويسك (الروسية)